# George Rhoden
George Vincent Rhoden (Kingston, 13 december 1926 – 24 augustus 2024) was een Jamaicaanse sprinter, die gespecialiseerd was in de 400 m. In de jaren vijftig behoorde hij tot de wereldtop. Hij werd olympisch kampioen op deze discipline. Hij was ook succesvol estafetteloper. Ook hierbij werd hij olympisch kampioen en had hij het wereldrecord in handen.
Op 22 augustus 1950 verbeterde hij in Eskilstuna het wereldrecord op de 400 m tot 45,8 seconden. Dit record hield ruim vijf jaar stand toen het in Mexico-Stad werd verbroken door de Amerikaan Lou Jones tot 45,4.
Bij zijn olympische debuut op de Olympische Spelen van 1948 maakte hij als startloper uit van de Jamaicaanse estafetteploeg op de 4 x 400 m estafette. De estaffeteploeg, die naast Rhoden bestond uit Leslie Laing, Arthur Wint en Herb McKenley werd voor de finish uitgeschakeld. Hij nam tijdens deze Spelen ook deel aan de 100 m en de 400 m, maar werd hierbij op beide disciplines nog voor de finale uitgeschakeld. Hij won ook driemaal op rij de Amerikaanse openkampioenschappen (AAU) op de 400 m. Als student van de Morgan State University won hij op de Universiteitskampioenschappen in 1951 de 220 yard en in 1950 en 1952 de 440 yard.
In 1952 op de Olympische Spelen van Helsinki won Rhoden een gouden medaille op de 400 m. Met een tijd van 46,09 versloeg hij zijn landgenoot Herb McKenley (zilver; 46,20) en de Amerikaan (brons; 46,94). Ook op de 4 x 400 m estafette won hij met zijn teamgenoten Arthur Wint, Leslie Laing en Herb McKenley een gouden medaille. Met een verbetering van het wereldrecord tot 3.03,9 versloegen ze de estafetteteams uit de Verenigde Staten (zilver) en Duitsland (brons).
Rhoden overleed op 24 augustus 2024 op 97-jarige leeftijd.

## Titels
- Olympisch kampioen 400 m - 1952
- Olympisch kampioen 4 x 400 m estafette - 1952
- NCAA kampioen 220 yard - 1951
- NCAA kampioen 440 yard - 1950, 1951, 1952

## Persoonlijk record
- 100 m - 10,3
- 200 m - 21,0
- 220 yard - 20,5
- 400 m - 45,8

## Palmares

### 400 m
- 1946:  Centraal-Amerikaanse en Caribische Spelen - 49,3 s
- 1950:  Centraal-Amerikaanse en Caribische Spelen - 48,3 s
- 1952:  OS - 46,09 (OR)
- 1954:  Centraal-Amerikaanse en Caribische Spelen - 48,19 s

### 800 m
- 1950:  Centraal-Amerikaanse en Caribische Spelen - 1.59,4
- 1954:  Centraal-Amerikaanse en Caribische Spelen - 1.55,00

### 4 x 400 m estafette
- 1952:  OS - 3.03,9 (WR)

1896: Thomas Burke ·
1900: Maxey Long ·
1904: Harry Hillman ·
1908: Wyndham Halswelle ·
1912: Charles Reidpath ·
1920: Bevil Rudd ·
1924: Eric Liddell ·
1928: Ray Barbuti ·
1932: Bill Carr ·
1936: Archie Williams ·
1948: Arthur Wint ·
1952: George Rhoden ·
1956: Charlie Jenkins ·
1960: Otis Davis ·
1964: Mike Larrabee ·
1968: Lee Evans ·
1972: Vince Matthews ·
1976: Alberto Juantorena ·
1980: Viktor Markin ·
1984: Alonzo Babers ·
1988: Steve Lewis ·
1992: Quincy Watts ·
1996: Michael Johnson ·
2000: Michael Johnson ·
2004: Jeremy Wariner ·
2008: LaShawn Merritt ·
2012: Kirani James · 
2016: Wayde van Niekerk · 
2020: Steven Gardiner · 
2024: Quincy Hall
1912: Sheppard, Lindberg, Meredith, Reidpath ·
1920: Griffiths, Lindsay, Ainsworth-Davis, Butler ·
1924: Cochran, Helffrich, MacDonald, Stevenson ·
1928: Baird, Alderman, Spencer, Barbuti ·
1932: Fuqua, Ablowich, Warner, Carr ·
1936: Wolff, Rampling, Roberts, Brown ·
1948: Harnden, Bourland, Cochran, Whitfield ·
1952: Wint, Laing, McKenley, Rhoden ·
1956: Jenkins, Jones, Mashburn, Courtney ·
1960: Yerman, Young, G. Davis, O. Davis ·
1964: Cassell, Larrabee, Williams, Carr ·
1968: Matthews, Freeman, James, Evans ·
1972: Asati, Nyamau, Ouko, Sang ·
1976: Frazier, Brown, Newhouse, Parks ·
1980: Valiulis, Linge, Tsjernetski, Markin ·
1984: Nix, Armstead, Babers, McKay ·
1988: Everett, Lewis, Robinzine, Reynolds ·
1992: Valmon, Watts, Johnson, Lewis ·
1996: Harrison, Smith, Mills, Maybank ·
2000: Bada, Chukwu, Monye, Udo-Obong  ·
2004: Harris, Brew, Wariner, Williamson ·
2008: Merritt, Taylor, Neville, Wariner ·
2012: Brown, Pinder, Mathieu, Miller ·
2016: Hall, McQuay, Roberts, Merritt ·
2020: Cherry, Norman, Deadmon, Benjamin ·
2024: Bailey, Norwood, Deadmon, Benjamin